# Yantaromyrmex
Yantaromyrmex (лат.) — ископаемый род муравьёв из подсемейства долиходерины (Dolichoderinae). Европа, эоценовый янтарь: Россия (балтийский янтарь), Германия (биттерфельдский или саксонский янтарь), Дания (скандинавский янтарь), Украина (ровенский янтарь) и олигоценовые отложения Германии.

## Описание
Мелкие муравьи, длина 4—6 мм. Голова трапециевидной формы, овальные фасеточные глаза расположены слегка впереди средней линии головы, оцеллии отсутствуют. Затылочные углы округлые. Мандибулы треугольной формы с многочисленными зубчиками на жевательном крае. Усики 12-члениковые. Нижнечелюстные щупики 6-члениковые, нижнегубные состоят из 4 сегментов. Стебелёк между грудкой и брюшком состоит из одного членика петиоля.
Род был впервые описан в 2013 году мирмекологами профессором Г. М. Длусским (МГУ, Москва) и Д. А. Дубовиковым (СПбГУ, Санкт-Петербург, Россия) на основании двух новых и трёх описанных около века тому назад ископаемых видов муравьёв. Является предковым для родов Iridomyrmex, Anonychomyrma и для всей трибы Iridomyrmecini. Родовое название Yantaromyrmex образовано из двух слов: yantar (рус. янтарь) и myrmex (греч. μυρμήγκα — муравей).

## Классификация
- Yantaromyrmex constrictus (Mayr, 1868) (ровенский, балтийский и другие янтари)[2]
  - =Hypoclinea constrictus Mayr, 1868
  - =Anonychomyrma constrictus (Mayr, 1868)
- Yantaromyrmex geinitzi (Mayr, 1868) (ровенский, балтийский и другие янтари)
  - =Hypoclinea geinitzi Mayr, 1868typus
  - =Anonychomyrma geinitzi (Mayr, 1868)
- Yantaromyrmex intermedius Dlussky & Dubovikoff, 2013 — Германия (биттерфельдский янтарь)
- Yantaromyrmex mayrianum Dlussky & Dubovikoff, 2013 — Германия (ровенский янтарь, балтийский янтарь)
- Yantaromyrmex samlandicus (Wheeler, 1915) (ровенский, балтийский и другие янтари)
  - =Iridomyrmex samlandicus Wheeler, 1915[3]
  - =Anonychomyrma samlandicus (Wheeler, 1915)